# Incendie du gîte de Wintzenheim
L'incendie du gîte de Wintzenheim est un incendie meurtrier survenu le 9 août 2023 dans un gîte situé au lieu-dit de La Forge, dans la commune de Wintzenheim.
Ayant provoqué la mort de onze personnes, c'est l'incendie le plus meurtrier en France depuis l'incendie de la rue Erlanger en 2019.

## Gîte
Le gîte est une ancienne grange rénovée récemment et il n'avait fait l'objet d'aucune demande de permis de construire selon Daniel Leroy, premier adjoint au maire de la commune,. Il faisait trois étages sur 500 m2.
Au moment de l'incendie, l'organisateur du séjour disposait d'un agrément provisoire mais le gîte n'était porté à la connaissance d'aucune administration et catégorisé officiellement en bâtiment à usage agricole ,.
Lors du drame, le gîte accueillait deux groupes de personnes souffrant d'un léger handicap mental, originaires de Meurthe-et-Moselle et du Doubs. Il y avait au total vingt-huit adultes handicapés déficients mentaux légers et leurs accompagnateurs venus de Nancy pour les vacances. Ils s'étaient inscrits à ce séjour par le biais par deux associations. L'association AEIM-ADAPEI 54, qui prend en charge des personnes handicapées en Meurthe-et-Moselle, a déclaré dans un communiqué que ce séjour était organisé par "un prestataire extérieur", l'agence spécialisée Oxygène Vacances adaptées.
Les personnes handicapées étaient encadrées par trois animateurs de l’association Oxygène.

## Déroulement

### Journée du 9 août
Vingt-huit personnes sont présentes sur place.
Vers 6 h 30, un incendie se déclare au premier étage d'un gîte de . La propriétaire du gîte donne rapidement l'alerte et aide les occupants à évacuer.
Sur place, près de 80 sapeurs-pompiers, 40 gendarmes, quatre fourgons d’incendie, quatre ambulances et un poste médical avancé avaient été déployés en l’espace d’une quinzaine de minutes.
Le feu a pu être maîtrisé aux alentours de 8h30.

### Bilan
Dix-sept personnes, en grande majorité au rez-de-chaussée, parviennent à évacuer les lieux avant l'arrivée des secours mais onze autres, dix adultes handicapés et un accompagnateur périssent au premier étage.
Une personne est évacuée en urgence relative vers l'hôpital.
Selon la préfecture du Haut-Rhin, 300 m2 ont été détruits par les flammes, sur les 500 m2 que comptait l'immeuble.
17 personnes ont pu échapper aux flammes. Il s'agit de deux accompagnateurs et quinze autres adultes, a précisé à France Info, le lieutenant-colonel Philippe Hauwiller, pompier commandant de l'opération de secours. Douze venaient de Franche-Comté, a fait savoir la préfecture du Doubs.

## Enquête
D'après la vice-procureure de la République de Colmar, Nathalie Kielwasser, onze corps ont été localisés dans les décombres. Les opérations d'extraction sont "difficiles" à cause des "gravats et de parties effondrées", ainsi que du "sol instable" du bâtiment, a détaillé Philippe Hauwiller.
Rapidement, des questions se posent quant aux normes de sécurité incendie du bâtiment. Dès le lendemain des éléments de l'enquête révèlent des défauts importants concernant les normes de sécurité auxquelles sont soumis les établissements recevant du public.
La vice procureure de la République de Colmar déclare : « Le gîte n'avait pas subi le passage de la commission de Sécurité qui est obligatoire » et « ne disposait pas des caractéristiques pour accueillir du public ».
Le 11 août 2023, le parquet de Colmar se dessaisit de l'affaire au profit du parquet de Paris qui annonce l'ouverture d'une enquête préliminaire pour homicides et blessures involontaires aggravées par la violation d'une obligation de sécurité ou de prudence,,.
Deux juges d'instruction ont été saisis pour enquêter sur l'incendie.
Une enquête administrative a été ouverte et confiée à l'IGAS. L'enquête vise également l'association Oxygène et Idoine. Son rapport relève une « succession de défaillances qui, mises bout à bout, soulèvent une question systémique quant à une prise en compte effective de la sécurité des vacanciers en situation de handicap ».
Des manquements ont également été constatés de la part de l'association Oxygène — co-organisatrice du séjour —, ce qui a motivé le non renouvellement de son agrément. Dans une réponse écrite, Oxygène a écarté ces reproches et indiqué qu’elle envisageait de contester cette décision.
Le 20 octobre 2023, la responsable du gîte est mise en examen pour "homicide involontaire par violation manifestement délibérée d'une obligation de sûreté ou de prudence",. Elle est placée sous contrôle judiciaire et a interdiction d'exploiter ou de gérer toute catégorie de résidence de tourisme quelle que soit sa capacité d'accueil, en son nom ou au nom d'une société.

## Réactions et hommages

### Hommages de la classe politique
Le jour même, la Première ministre Élisabeth Borne et la ministre des Solidarités et des Familles Aurore Bergé se rendent sur place,.
Le président de la République Emmanuel Macron a réagi aux événements sur Twitter.
Le lendemain, la ministre chargée des personnes en situation de handicap, Fadila Khattabi, se rend sur place à la cellule de crise et déclare : « Nous devons toute la vérité aux familles ».
La ministre des Solidarités Aurore Bergé a annoncé le lundi 14 août au Parisien vouloir « lancer une mission plus générale sur la question des vacances adaptées" notamment pour "poser des règles (...) plus strictes, sur les normes imposées, le public concerné, le taux d'encadrement ».
La mairie de Saint-Max près de Nancy met à la disposition de ses habitants depuis le 16 août un livre de condoléances.
Des messages de condoléances ont été envoyés à la commune de Wintzenheim par les ambassades du Japon et des États-Unis.

### Réactions des associations
L'Association de Parents d’Enfants Inadaptés — APEI — de la vallée de l’Orne a rendu hommage à quatre des victimes qui faisaient partie de l'association,,.
Peu après l'annonce de l'incendie, la deuxième association — AEIM —, a déclaré : « Dans l'attente d'informations complémentaires, l'AEIM déploie d'ores et déjà une cellule de suivi et de soutien à disposition des familles et des proches concernées ».
Les obsèques de l'un des accompagnateurs se sont tenues le lundi 21 août à Vandœuvre-lès-Nancy,.
L’agence nancéienne Oxygène a définitivement baissé le rideau quelques semaines après l’incendie mortel.

### Hommages religieux
Le soir même, une messe œcuménique est organisée à l'église de Wintzenheim pour rendre hommage aux victimes de l'incendie.
Une veillée de recueillement en hommage aux victimes a eu lieu le 8 septembre dans l'église Saint-Michel de Saint-Max et est présidée par l'évêque du diocèse de Nancy-Toul, Mgr Pierre-Yves Michel.

### Contrôle des gîtes
Depuis le drame, les contrôles se sont multipliés et deux gîtes qui accueillaient des vacanciers en situation de handicap ont été évacués près de Besançon pour des raisons de sécurité.
Eric Straumann a alerté dans une lettre ouverte la Première ministre Élisabeth Borne sur les normes de sécurité applicables aux immeubles transformés en gîtes ou aux résidences de tourisme qui sont insuffisantes à ses yeux.
À l’automne 2023, la préfecture de la Meuse prononçait une fermeture administrative à l’encontre d’un établissement géré par l’association Apajh 54.

### Monument
Serge Nicole — maire de la commune — annonce lors d'un conseil municipal qu'une stèle sera installée en octobre 2023 en hommage aux victimes de l'incendie,.